# Сайрус Байінгтон
Сайрус Байінґтон (англ. Cyrus Byington; 11 березня 1793 — 31 грудня 1868) — протестантський місіонер і першовідкривач в дослідженні мови індіанців чокто.

## Біографія
Народився в штаті Массачусетс. У 1821 р. приєднався до племені чоктавів в штаті Міссісіпі, проводив проповідницьку діяльність та вивчав мову племені до початку їх репресій та переселення в резервації Оклахоми на початку 1830-х. У кінці 1835 р. разом з сім'єю переселилися до них, щоб продовжити місіонерську роботу. Близько 50 років Байінґтон працював над створенням чоктавсько-англійського словника. Словник було надруковано після смерті у 1915 році.